# Straßenradsport-Weltmeisterschaften 2016
Die Straßenradsport-Weltmeisterschaften 2016 fanden vom 9. bis 16. Oktober in Doha in Katar statt.
Die Weltmeisterschaften setzten sich aus insgesamt zwölf Wettbewerben zusammen, je einem Straßenrennen, Mannschaftszeitfahren sowie einem Einzelzeitfahren für Männer und Frauen sowie je einem Straßenrennen und einem Einzelzeitfahren für U23-Fahrer, Junioren und Juniorinnen.

## Vergabe und Verlauf

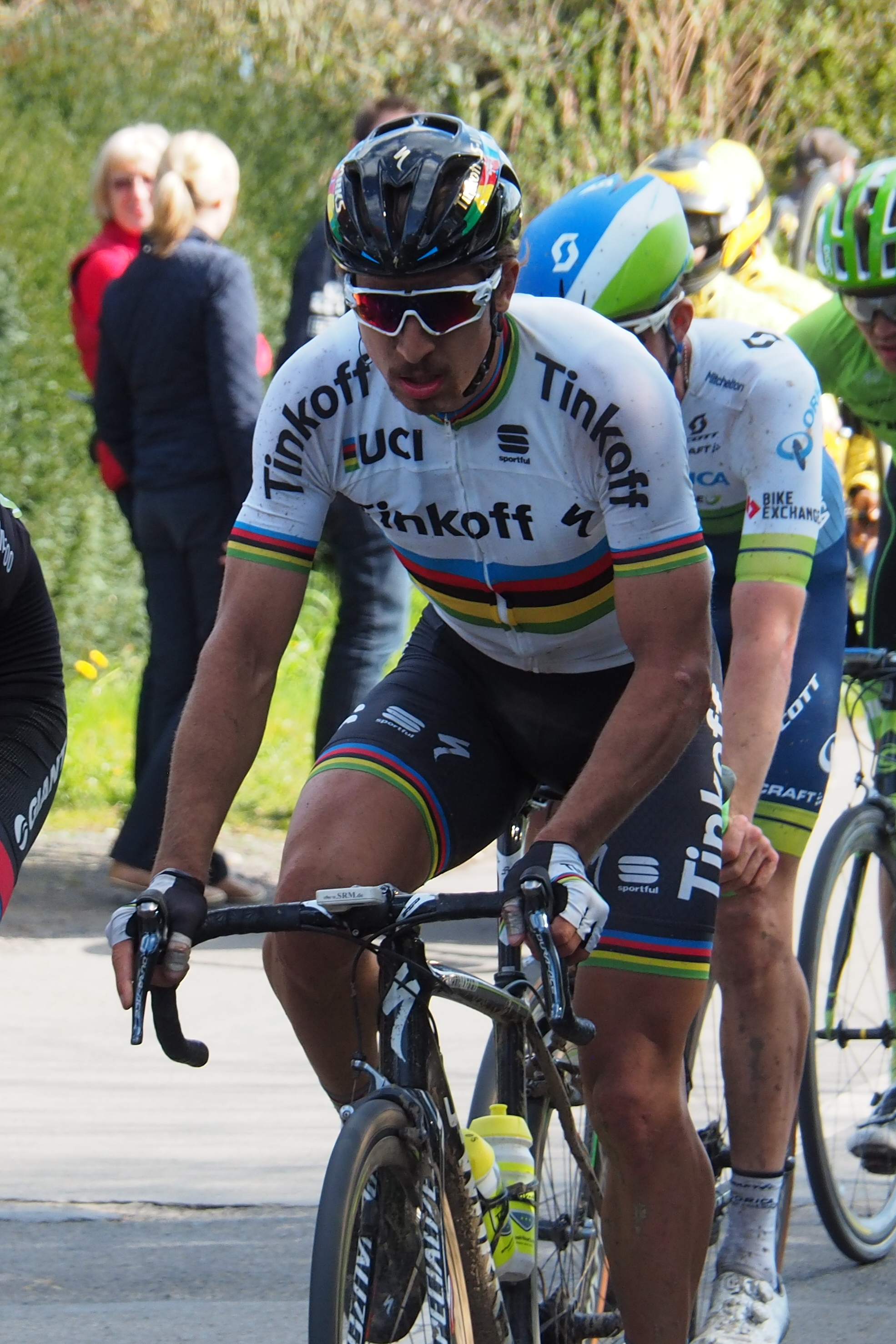
Wurde zum zweiten Mal in Folge Weltmeister: Peter Sagan

Die Vergabe der WM an Katar war im September 2012 vom Weltradsportverband Union Cycliste Internationale (UCI) bekannt gegeben worden. Es ist die erste Straßen-WM, die im Nahen Osten ausgetragen wurde und die zweite in Asien nach der WM 1990 in Japan. Organisatoren waren John Lelangue, ehemaliger Sportlicher Leiter des BMC-Teams und heutiger Chef des katarischen Radsportverbandes, sowie der mehrfache ehemalige Weltmeister aus Belgien, Eddy Merckx. Laut Veranstalter nahmen rund 1000 Sportlerinnen und Sportler aus 75 Ländern teil; erstmals dabei war eine Mannschaft aus Pakistan.
Der flache Kurs in Doha war prädestiniert für Sprinter und Klassikerfahrer. Die Einzelzeitfahren und die Straßenrennen der Junioren und Juniorinnen sowie der Männer-U23 fanden ausschließlich auf einem 15,3 Kilometer langen Rundkurs über die künstliche Insel The Pearl statt, die Straßenrennen von Frauen und Männern sowie das Einzelzeitfahren der Männer führten darüber hinaus in den Süden beziehungsweise den Norden von Doha. Anstiege gab es auf dem Kurs in Katar keine, dafür war mit Windkantenrennen entlang des Meeres zu rechnen. Auf der Strecke gab es 24 Kreisverkehre sowie drei scharfe Kurven.
In den Wochen vor den Weltmeisterschaften gab es Streit zwischen der UCI und der Teamvereinigung Association Internationale des Groupes Cyclistes Professionnels (AIGCP) um die Teilnahme am dortigen Teamzeitfahren. Die AIGCP drohte damit, das Zeitfahren zu boykottieren, unter anderem wegen fehlender Kostenerstattung. Schließlich einigte man sich, so dass zehn Teams ihre Teilnahme zusagten.
Am 15. Oktober fand vor dem Straßenrennen der Frauen ein dreistündiges Jedermannrennen (Ride of Champions) statt.
Der Termin für die WM, die ansonsten jährlich im September stattfinden, wurde wegen der dann zu erwartenden extremen Hitze einige Wochen nach hinten verschoben. Die UCI gab die Broschüre Beat the Heat heraus, mit Tipps für die Radsportler, wie sie der Hitze am besten begegnen können. Kritik an den „unmöglichen“ äußerlichen Bedingungen wies Organisator Eddy Merckx jedoch zurück: In Doha sei es nicht heißer als etwa in Kalifornien oder bei der Vuelta a España. Deshalb sei es zum Beispiel auch nicht notwendig, die Strecken zu verkürzen, wie vielfach diskutiert.
Die Weltmeisterschaften litten an mangelnder Atmosphäre, da kaum Zuschauer vor Ort waren: Sie seien daher fast „surreal“. Der niederländische Fahrer Tom Dumoulin sagte, es sei eine „triste Weltmeisterschaft“. Beim Zeitfahren der Männer konnte man die Zuschauer im Zielbereich an zwei Händen abzählen, „an der Strecke selbst herrschte zumeist Totenstille“. Umso mehr Aufmerksamkeit erhielt die ungewöhnliche Siegerehrung der italienischen Juniorin Elisa Balsamo, bei der ihre Mannschaftskameradinnen inbrünstig die italienische Nationalhymne anstimmten.
Auch die deutsche Radsport-Webseite radsport-news kritisierte die Vergabe der Weltmeisterschaften an Katar wie auch die Rolle von Eddy Merckx: „Bitte nie wieder eine Straßen-WM in einem Land, das mit Radsport soviel gemein hat wie Rosamunde Pilcher mit dem Literaturnobelpreis.“ Im Sinne der Globalisierung des Radsports seien Weltmeisterschaften in Afrika sinnvoller, da dort große Begeisterung herrsche. Leider könne sich kein afrikanisches Land Weltmeisterschaften leisten, und die UCI folge „nur der Spur des Geldes“.

## Wettkämpfe
| Datum                   | Zeit (EDT)            | Klasse                | Distanz               | Runden                | Weltmeister 2016          | Weltmeister 2015      |                       |
| Mannschaftszeitfahren   | Mannschaftszeitfahren | Mannschaftszeitfahren | Mannschaftszeitfahren | Mannschaftszeitfahren | Mannschaftszeitfahren     | Mannschaftszeitfahren | Mannschaftszeitfahren |
| ----------------------- | --------------------- | --------------------- | --------------------- | --------------------- | ------------------------- | --------------------- | --------------------- |
| Sonntag, 9. Oktober     | 14:15                 | Elite Frauen          | 40 km                 |                       | Boels Dolmans Cyclingteam | Velocio-SRAM          |                       |
| Sonntag, 9. Oktober     | 14:15                 | Elite Männer          | 40 km                 |                       | Etixx-Quick Step          | BMC Racing Team       |                       |
| Einzelzeitfahren        |                       |                       |                       |                       |                           |                       |                       |
| Montag, 10. Oktober     | 09:30                 | Juniorinnen           | 13,7 km               |                       | Karlijn Swinkels          | Chloé Dygert          |                       |
| Montag, 10. Oktober     | 11:30                 | Männer U 23           | 28,9 km               |                       | Marco Mathis              | Mads Würtz Schmidt    |                       |
| Dienstag, 11. Oktober   | 09:00                 | Junioren              | 28,9 km               |                       | Brandon McNulty           | Leo Appelt            |                       |
| Dienstag, 11. Oktober   | 14:15                 | Elite Frauen          | 28,9 km               |                       | Amber Neben               | Linda Villumsen       |                       |
| Mittwoch, 12. Oktober   | 13:00                 | Elite Männer          | 40 km                 |                       | Tony Martin               | Wassil Kiryjenka      |                       |
| Straßenrennen           |                       |                       |                       |                       |                           |                       |                       |
| Donnerstag, 13. Oktober | 12:00                 | Männer U 23           | 165,7 km              | 10                    | Kristoffer Halvorsen      | Kévin Ledanois        |                       |
| Freitag, 14. Oktober    | 08:30                 | Juniorinnen           | 74,5 km               | 4                     | Elisa Balsamo             | Chloé Dygert          |                       |
| Freitag, 14. Oktober    | 013:15                | Junioren              | 135,3 km              | 8                     | Jakob Egholm              | Felix Gall            |                       |
| Samstag, 15. Oktober    | 12:45                 | Elite Frauen          | 134,1 km              | 7                     | Amalie Dideriksen         | Lizzie Armitstead     |                       |
| Sonntag, 16. Oktober    | 10:30                 | Elite Männer          | 257,5 km              | 7                     | Peter Sagan               | Peter Sagan           |                       |

Uhrzeiten: EDT = MESZ + 1 Stunde

## Ergebnisse Frauen

### Straßenrennen
Streckenlänge: 134,1 Kilometer. Es waren 146 Fahrerinnen am Start, von denen 103 das Ziel erreichten; eine Fahrerin wurde disqualifiziert.
| Platz | Athletin           | Land | Zeit        |
| ----- | ------------------ | ---- | ----------- |
| 1     | Amalie Dideriksen  | DEN  | 3:10:27 h   |
| 2     | Kirsten Wild       | NED  | + 0:00 min  |
| 3     | Lotta Lepistö      | FIN  | + 0:00 min  |
| 4     | Lizzie Deignan     | GBR  | + 0:00 min  |
| 5     | Marta Bastianelli  | ITA  | + 0:00 min  |
| 6     | Roxane Fournier    | FRA  | + 0:00 min  |
| 7     | Chloe Hosking      | AUS  | + 0:00 min  |
| 8     | Sheyla Gutiérrez   | ESP  | + 0:00 min  |
| 9     | Joëlle Numainville | CAN  | + 0:00 min  |
| 10    | Jolien D’hoore     | BEL  | + 0:00 min  |
|       |                    | …    |             |
| 12    | Lisa Brennauer     | GER  | + 0:00 min  |
| 52    | Stephanie Pohl     | GER  | + 0:12 min  |
| 63    | Sarah Rijkes       | AUT  | + 0:18 min  |
| 70    | Romy Kasper        | GER  | + 0:22 min  |
| 72    | Mieke Kröger       | GER  | + 0:22 min  |
| 70    | Trixi Worrack      | GER  | + 0:27 min  |
| 80    | Lisa Klein         | GER  | + 0:39 min  |
| 101   | Nicole Hanselmann  | SUI  | + 10:31 min |

### Einzelzeitfahren
Streckenlänge: 28,9 Kilometer. Es waren 41 Fahrerinnen am Start, eine Fahrerin wurde disqualifiziert.
| Platz | Athletin             | Land | Zeit (min)                 | Abstand       |
| ----- | -------------------- | ---- | -------------------------- | ------------- |
| 1     | Amber Neben          | USA  | 36:37,04 min (47,355 km/h) |               |
| 2     | Ellen van Dijk       | NED  | 36:43,03                   | + 5,99 s      |
| 3     | Katrin Garfoot       | AUS  | 36:45,36 min               | + 8,32 s      |
| 4     | Olga Sabelinskaja    | RUS  | 36:48,56 min               | + 11,52 s     |
| 5     | Annemiek van Vleuten | NED  | 37:02,83 min               | + 25,79 s     |
| 6     | Lisa Brennauer       | GER  | 37:34,63 min               | + 57,59 s     |
| 7     | Trixi Worrack        | GER  | 37:48,18 min               | + 1:11,14 min |
| 8     | Ann-Sophie Duyck     | BEL  | 38:05,00 min               | + 1:27,96 min |
| 9     | Katarzyna Pawłowska  | POL  | 38:13,53 min               | + 1:36,49 min |
| 10    | Alena Amjaljussik    | BLR  | 38:18,63 min               | + 1:41,59 min |
|       |                      | …    |                            |               |
| 29    | Nicole Hanselmann    | SUI  | 40:52,17 min               | + 4:15,13 min |

### Mannschaftszeitfahren
Streckenlänge: 40 Kilometer. Insgesamt nahmen acht Teams teil.
| Platz | Team                           | Athletinnen | Zeit                       |
| ----- | ------------------------------ | --- | -------------------------- |
| 1     | Boels Dolmans Cyclingteam      | Chantal Blaak / Karol-Ann Canuel / Lizzie Deignan / Christine Majerus / Evelyn Stevens / Ellen van Dijk          | 48:41,62 min (49,288 km/h) |
| 2     | Canyon SRAM Racing             | Alena Amjaljussik / Hannah Barnes / Lisa Brennauer / Elena Cecchini / Mieke Kröger / Trixi Worrack               | + 48,24 s                  |
| 3     | Cervélo Bigla Pro Cycling Team | Ciara Horne / Lisa Klein / Lotta Lepistö / Ashleigh Moolman / Joëlle Numainville / Stephanie Pohl                | + 1:56,47 min              |
| 4     | BePink                         | Amber Neben / Francesca Pattaro / Ilaria Sanguineti / Silvia Valsecchi / Georgia Williams / Olga Sabelinskaja    | + 2:46,03 min              |
| 5     | Twenty 16-Bikerider            | Kristin Armstrong / Allie Dragoo / Chloé Dygert / Annie Foreman-Mackey / Alison Jackson / Leah Thomas            | + 2:46,73 min              |
| 6     | Hitec Products                 | Charlotte Becker / Cecilie Johnsen / Julie Leth / Emilie Moberg / Thea Thorsen / Kirsten Wild                    | + 3:23,53 min              |
| 7     | BTC City Ljubljana             | Polona Batagelj / Eugenia Bujak / Corinna Lechner / Olena Pawluchina / Anna Plichta / Mia Radotić                | + 3:43,10 min              |
| 8     | Rabo Liv Women Cycling Team    | Shara Gillow / Roxane Knetemann / Anouska Koster / Katarzyna Niewiadoma / Moniek Tenniglo / Anna van der Breggen | + 6:03,33 min              |

Nachdem Canyon SRAM sowie dessen Vorgängermannschaften seit 2012 viermal nacheinander Weltmeister geworden war, riss in Doha die Erfolgsserie und das Team musste sich gegen Boels Dolmans, im vergangenen Jahr noch Vize-Weltmeister, um 48 Sekunden geschlagen geben. Das lag auch daran, dass das niederländische Team von allen Mannschaften am längsten mit sechs Fahrerinnen zusammen blieb. Das andere niederländische Team Rabo Liv belegte mit über sechs Minuten Abstand den letzten Platz, nicht zuletzt deshalb, weil die Fahrerin Anouska Koster in ein Absperrgitter gestürzt war. Da die Mannschaft zu diesem Zeitpunkt nur noch zu viert fuhr, warteten die anderen drei Fahrerinnen auf sie. Anderenfalls wäre das Team im Ziel nicht gewertet worden. Koster wurde in ein Krankenhaus gebracht, erlitt aber keine schweren Verletzungen.

## Ergebnisse Männer

### Straßenrennen
Streckenlänge: 257,3 Kilometer. Es gingen 199 Fahrer an den Start, von denen 53 im Ziel ankamen.
| Platz | Athlet               | Land | Zeit       |
| ----- | -------------------- | ---- | ---------- |
| 1     | Peter Sagan          | SVK  | 5:40:43 h  |
| 2     | Mark Cavendish       | GBR  | + 0:00 min |
| 3     | Tom Boonen           | BEL  | + 0:00 min |
| 4     | Michael Matthews     | AUS  | + 0:00 min |
| 5     | Giacomo Nizzolo      | ITA  | + 0:00 min |
| 6     | Edvald Boasson Hagen | NOR  | + 0:00 min |
| 7     | Alexander Kristoff   | NOR  | + 0:00 min |
| 8     | William Bonnet       | FRA  | + 0:00 min |
| 9     | Niki Terpstra        | NED  | + 0:00 min |
| 10    | Greg Van Avermaet    | BEL  | + 0:00 min |
|       |                      | …    |            |
| 34    | Marco Haller         | AUT  | + 5:26 min |
| 36    | Michael Schär        | SUI  | + 5:26 min |
| 42    | André Greipel        | GER  | + 5:26 min |
| 48    | Stefan Küng          | SUI  | + 5:26 min |

Das Rennen wurde nach 80 Kilometern vorentschieden, als das Peloton bei Seitenwind nach einer Tempoverschärfung der belgischen Mannschaft auseinanderriss. Einziger Deutscher in der Spitzengruppe war John Degenkolb, der jedoch nach einem Defekt zurückfiel. Aus dem rund 30-köpfigen Vorderfeld attackierte zwei Kilometer vor dem Ziel der Niederländer Tom Leezer, der kurz vor dem Ziel eingeholt wurde. Den Sprint gewann der Titelverteidiger Peter Sagan.
144 Fahrer gaben das Rennen auf, darunter: Reto Hollenstein , Fabian Lienhard , John Degenkolb , Marcel Kittel , Tony Martin , Nils Politt , Silvan Dillier , Martin Elmiger , Pirmin Lang , Bernhard Eisel , Grégory Rast .

### Einzelzeitfahren
Streckenlänge: 40 Kilometer. Es gingen 66 Fahrer an den Start.
| Platz | Athlet               | Land | Zeit (min)             | Abstand (min) |
| ----- | -------------------- | ---- | ---------------------- | ------------- |
| 1     | Tony Martin          | GER  | 44:42.99 (53,671 km/h) |               |
| 2     | Wassil Kiryjenka     | BLR  | 45:28,04               | + 0:45,04     |
| 3     | Jonathan Castroviejo | ESP  | 45:53,90               | + 1:10,91     |
| 4     | Maciej Bodnar        | POL  | 45:59.76               | + 1:16,77     |
| 5     | Ryan Mullen          | IRL  | 46:04,74               | + 1:21,75     |
| 6     | Rohan Dennis         | AUS  | 46:10,11               | + 1:27,12     |
| 7     | Yves Lampaert        | BEL  | 46:28,10               | + 1:45,11     |
| 8     | Jos van Emden        | NED  | 46:28,40               | + 1:45,41     |
| 9     | Reto Hollenstein     | SUI  | 46:34,59               | + 1:51,51     |
| 10    | Bob Jungels          | LUX  | 46:39,58               | + 1:56,59     |
|       |                      | …    |                        |               |
| 17    | Stefan Küng          | SUI  | 47:08,03               | + 2:25,04     |
| 33    | Jasha Sütterlin      | GER  | 48:09,50               | + 3:26,51     |

### Mannschaftszeitfahren
Streckenlänge: 40 Kilometer. Es gingen insgesamt 17 Teams an den Start.
| Platz | Team                          | Athleten | Zeit                       |
| ----- | ----------------------------- | --- | -------------------------- |
| 1     | Etixx-Quick Step              | Bob Jungels / Marcel Kittel / Yves Lampaert / Tony Martin / Niki Terpstra / Julien Vermote                      | 42:32,39 min (56,418 km/h) |
| 2     | BMC Racing Team               | Rohan Dennis / Stefan Küng / Daniel Oss / Taylor Phinney / Manuel Quinziato / Joey Rosskopf                     | + 11,69 s                  |
| 3     | Orica-BikeExchange            | Luke Durbridge / Alexander Edmondson / Michael Hepburn / Daryl Impey / Michael Matthews / Svein Tuft            | + 37,12 s                  |
| 4     | Team Sky                      | Wassil Kiryjenka / Michał Kwiatkowski / Nicolas Roche / Ben Swift / Geraint Thomas / Danny van Poppel           | + 54,28 s                  |
| 5     | Lotto NL-Jumbo                | Victor Campenaerts / Wilco Kelderman / Tom Leezer / Primož Roglič / Timo Roosen / Jos van Emden                 | + 54,79 s                  |
| 6     | Movistar Team                 | Andrey Amador / Jonathan Castroviejo / Alex Dowsett / Imanol Erviti / Nélson Oliveira / Jasha Sütterlin         | + 1:11,02 min              |
| 7     | Team Giant-Alpecin            | Søren Kragh Andersen / John Degenkolb / Tom Dumoulin / Chad Haga / Georg Preidler / Ramon Sinkeldam             | + 1:26,30 min              |
| 8     | Team Katusha                  | Sven Erik Bystrøm / Alexander Kristoff / Wjatscheslaw Kusnezow / Michael Mørkøv / Nils Politt / Anton Worobjow  | + 2:01,35 min              |
| 9     | Astana Pro Team               | Dario Cataldo / Jakob Fuglsang / Andrij Hrywko / Tanel Kangert / Alexei Luzenko / Gatis Smukulis                | + 2:21,46 min              |
| 10    | Vérandas Willems Cycling Team | Sander Cordeel / Jan Ghyselinck / Aidis Kruopis / Christophe Prémont / Elias Van Breussegem / Stef Van Zummeren | + 3:39,46 min              |

## Ergebnisse Männer U23

### Straßenrennen
Streckenlänge: 165,7 Kilometer. Es gingen 188 Fahrer an den Start, von denen 149 ins Ziel kamen.
| Platz | Athlet                | Land | Zeit       |
| ----- | --------------------- | ---- | ---------- |
| 1     | Kristoffer Halvorsen  | NOR  | 3:40:53 h  |
| 2     | Pascal Ackermann      | GER  | + 0:00 min |
| 3     | Jakub Mareczko        | ITA  | + 0:00 min |
| 4     | Phil Bauhaus          | GER  | + 0:00 min |
| 5     | Amund Grøndahl Jansen | NOR  | + 0:00 min |
| 6     | Jason Lowndes         | AUS  | + 0:00 min |
| 7     | Ivan Garcia Cortina   | ESP  | + 0:00 min |
| 8     | Aksel Nõmmela         | EST  | + 0:00 min |
| 9     | Jonathan Dibben       | GBR  | + 0:00 min |
| 10    | Alan Banaszek         | POL  | + 0:00 min |
|       |                       | …    |            |
| 22    | Lukas Spengler        | SUI  | + 0:00 min |
| 24    | Marco Mathis          | GER  | + 0:00 min |
| 30    | Daniel Auer           | AUT  | + 0:00 min |
| 46    | Sebastian Schönberger | AUT  | + 0:00 min |
| 47    | Lukas Schlemmer       | AUT  | + 0:00 min |
| 50    | Maximilian Schachmann | GER  | + 0:08 min |
| 55    | Patrick Gamper        | AUT  | + 0:11 min |
| 80    | Tom Bohli             | SUI  | + 0:27 min |
| 86    | Lennard Kämna         | GER  | + 0:49 min |
| 103   | Patrick Jäger         | AUT  | + 2:32 min |
| 104   | Martin Schäppi        | SUI  | + 2:52 min |
| 129   | Mario Spengler        | SUI  | + 7:32 min |
| 130   | Patrick Müller        | SUI  | + 7:32 min |

### Einzelzeitfahren
Streckenlänge: 28,9 Kilometer. Es gingen 73 Fahrer an den Start; zwei gaben das Rennen auf.
| Platz | Athlet                | Land | Zeit (min)             | Abstand       |
| ----- | --------------------- | ---- | ---------------------- | ------------- |
| 1     | Marco Mathis          | GER  | 34:08,09 (50,799 km/h) |               |
| 2     | Maximilian Schachmann | GER  | 34:26,72               | + 18,63 s     |
| 3     | Miles Scotson         | AUS  | 34:46,07               | + 37,98 s     |
| 4     | Lennard Kämna         | GER  | 34:50,39               | + 42,30 s     |
| 5     | Kasper Asgreen        | DEN  | 34:58,67               | + 50,58 s     |
| 6     | Neilson Powless       | USA  | 35:02,26               | + 54,17 s     |
| 7     | Geoffrey Curran       | USA  | 35:13,54               | + 1:05,45 min |
| 8     | Tom Bohli             | SUI  | 35:24,33               | + 1:16,24 min |
| 9     | Eddie Dunbar          | IRL  | 35:29,68               | + 1:21,59 min |
| 10    | Callum Scotson        | AUS  | 35:30,39               | + 1:22,30 min |
|       | …                     |      |                        |               |
| 18    | Martin Schäppi        | SUI  | 36:01,62               | + 1:53,53 min |
| 23    | Patrick Gamper        | AUT  | 36:19,22               | + 2:11,13 min |

## Ergebnisse Juniorinnen

### Straßenrennen
Streckenlänge: 74,5 Kilometer. Es starteten 81 Fahrerinnen, von den 74 das Ziel erreichten.
| Platz | Athletin                 | Land | Zeit          |
| ----- | ------------------------ | ---- | ------------- |
| 1     | Elisa Balsamo            | ITA  | 1:53:04 h     |
| 2     | Skylar Schneider         | USA  | + 0:00,00 min |
| 3     | Susanne Andersen         | NOR  | + 0:00,00 min |
| 4     | Karolina Perekitko       | POL  | + 0:00,00 min |
| 5     | Letizia Paternoster      | ITA  | + 0:00,00 min |
| 6     | Emma Norsgaard Jørgensen | DEN  | + 0:00,00 min |
| 7     | Franziska Brauße         | GER  | + 0:00,00 min |
| 8     | Sandra Alonso            | ESP  | + 0:00,00 min |
| 9     | Liane Lippert            | GER  | + 0:00,00 min |
| 10    | Simone Eg                | DEN  | + 0:00,00 min |
|       |                          | …    |               |
| 18    | Léna Mettraux            | SUI  | + 0:00,00 min |
| 33    | Lea Lin Teutenberg       | GER  | + 0:00,00 min |
| 36    | Pauline Roy              | SUI  | + 0:00,00 min |
| 37    | Svenja Wüthrich          | SUI  | + 0:00,00 min |
| 38    | Christa Riffel           | GER  | + 0:00,00 min |
| 41    | Hannah Steffen           | GER  | + 0:00,00 min |

Das Rennen der Juniorinnen war vor allem geprägt von der starken Mannschaftsleistung der Italierinnen, die es Elisa Balsamo ermöglichte, dieses mit rund zwei Radlängen im Sprint für sich zu entscheiden. Sie war wenige Wochen zuvor bei der Europameisterschaft Zweite hinter der Deutschen Liane Lippert geworden, die in Doha Rang neun belegte.
Bereits nach sieben Kilometern war es zu einem Massensturz gekommen. Die später drittplatzierte Norwegerin Susanne Andersen musste anschließend mit einem Ersatzrad weiterfahren.

### Einzelzeitfahren
Streckenlänge: 13,7 Kilometer. Es starteten 40 Fahrerinnen.
| Platz | Athletin           | Land | Zeit (min)             | Abstand       |
| ----- | ------------------ | ---- | ---------------------- | ------------- |
| 1     | Karlijn Swinkels   | NED  | 18:21,77 (44,764 km/h) |               |
| 2     | Lisa Morzenti      | ITA  | 18:29,12               | + 7,35 s      |
| 3     | Juliette Labous    | FRA  | 18:43,12               | + 21,35 s     |
| 4     | Skylar Schneider   | USA  | 18:51,80               | + 30,03 s     |
| 5     | Hannah Arensmann   | USA  | 18:55,82               | + 34,05 s     |
| 6     | Franziska Brauße   | GER  | 18:56,03               | + 34,26 s     |
| 7     | Simone Eg          | DEN  | 19:00,18               | + 38,41 s     |
| 8     | Alessia Vigilia    | ITA  | 19:03,90               | + 42,13 s     |
| 9     | Madeleine Fasnacht | AUS  | 19:05,37               | + 43,60 s     |
| 10    | Elena Pirrone      | ITA  | 19:05,44               | + 43,67 s     |
|       |                    | …    |                        |               |
| 16    | Christa Riffel     | GER  |                        | + 1:02,27 min |
| 22    | Léna Mettraux      | SUI  |                        | + 1:17,30 min |

## Ergebnisse Junioren

### Straßenrennen
Streckenlänge: 135,3 Kilometer. Es gingen 185 Fahrer an den Start, von denen 112 das Ziel erreichten.
| Platz | Athlet               | Land | Zeit       |
| ----- | -------------------- | ---- | ---------- |
| 1     | Jakob Egholm         | DEN  | 2:59:19 h  |
| 2     | Niklas Märkl         | GER  | + 0:07 min |
| 3     | Reto Müller          | SUI  | + 0:07 min |
| 4     | Luca Mozzato         | ITA  | + 0:07 min |
| 5     | Žiga Horvat          | SLO  | + 0:07 min |
| 6     | Žiga Jerman          | SLO  | + 0:07 min |
| 7     | Ide Schelling        | NED  | + 0:07 min |
| 8     | Jaka Primožič        | SLO  | + 0:07 min |
| 9     | Sedrik Ullebø        | NOR  | + 0:07 min |
| 10    | Harry Sweeny         | AUS  | + 0:07 min |
|       |                      | …    |            |
| 19    | Marc Hirschi         | SUI  | + 0:14 min |
| 26    | Stefan Bissegger     | SUI  | + 1:45 min |
| 32    | Maximilian Hamberger | AUT  | + 1:45 min |
| 34    | Felix Groß           | GER  | + 1:45 min |
| 46    | Joab Schneiter       | SUI  | + 1:45 min |
| 61    | Jonas Rutsch         | GER  | + 1:45 min |
| 90    | Bastian Flicke       | GER  | + 2:06 min |

63 Fahrer gaben das Rennen auf, darunter Felix Gall , Valère Thiébaud , Marco Friedrich , Robin Froidevaux  und Markus Wildauer .

### Einzelzeitfahren
Streckenlänge: 28,9 Kilometer. Es gingen 85 Fahrer an den Start, von denen 83 ins Ziel kamen.
| Platz | Athlet           | Land | Zeit (min)             | Abstand       |
| ----- | ---------------- | ---- | ---------------------- | ------------- |
| 1     | Brandon McNulty  | USA  | 34:42,29 (49,964 km/h) |               |
| 2     | Mikkel Bjerg     | DEN  | 35:17.4                | + 35,18 s     |
| 3     | Ian Garrison     | USA  | 35:35,37               | + 53,08 s     |
| 4     | Julius Johansen  | DEN  | 35:44,84               | + 1:02,55 min |
| 5     | Ruben Apers      | BEL  | 36:06,34               | + 1:24,05 min |
| 6     | Iver Knotten     | NOR  | 36:15,28               | + 1:32,99 min |
| 7     | Awet Habtom      | ERI  | 36:22,31               | + 1:40,02 min |
| 8     | Marc Hirschi     | SUI  | 36:25,99               | + 1:43,70 min |
| 9     | Jaka Primožič    | SLO  | 36:36,24               | + 1:53,95 min |
| 10    | Jarno Mobach     | NED  | 36:42,82               | + 2:00,53 min |
|       |                  | …    |                        |               |
| 25    | Bastian Flicke   | GER  | 37:34,21               | + 2:51,92 min |
| 31    | Richard Banusch  | GER  | 37:54,44               | + 3:12,15 min |
| 34    | Stefan Bissegger | SUI  | 37:59,97               | + 3:17,68 min |
| 35    | Marco Friedrich  | AUT  | 39:03,86               | + 4:21,57 min |

## Medaillenspiegel und Nationenwertung
(Endstand, ohne Mannschaftszeitfahren)
| Rang  | Land               | Gold | Silber | Bronze | Gesamt |
| ----- | ------------------ | ---- | ------ | ------ | ------ |
| 1     | Deutschland        | 2    | 3      | 0      | 5      |
| 2     | Vereinigte Staaten | 2    | 1      | 1      | 4      |
| 3     | Dänemark           | 2    | 1      | 0      | 3      |
| 4     | Niederlande        | 1    | 2      | 0      | 3      |
| 5     | Italien            | 1    | 1      | 1      | 3      |
| 6     | Norwegen           | 1    | 0      | 1      | 2      |
| 7     | Slowakei           | 1    | 0      | 0      | 1      |
| 8     | Belarus            | 0    | 1      | 0      | 1      |
| 9     | Großbritannien     | 0    | 1      | 0      | 1      |
| 10    | Australien         | 0    | 0      | 2      | 2      |
| 11    | Spanien            | 0    | 0      | 1      | 1      |
| 11    | Finnland           | 0    | 0      | 1      | 1      |
| 11    | Frankreich         | 0    | 0      | 1      | 1      |
| 11    | Schweiz            | 0    | 0      | 1      | 1      |
| 11    | Belgien            | 0    | 0      | 1      | 1      |
| Total | Total              | 10   | 10     | 10     | 30     |

Die offizielle Nationenwertung gewann Deutschland mit 979 vor den USA mit 674 und den Niederlanden mit 642 Punkten.

## Aufgebote

### Bund Deutscher Radfahrer
Frauen (Startplätze: Zeitfahren 2, Straßenrennen 6)
- Lisa Brennauer, Romy Kasper, Lisa Klein, Mieke Kröger, Stephanie Pohl, Trixi Worrack

Juniorinnen (Startplätze: Zeitfahren 2, Straßenrennen 5)
- Franziska Brauße, Liane Lippert, Christa Riffel, Hanna Steffen, Lea Lin Teutenberg

Männer (Startplätze: Zeitfahren 2, Straßenrennen 6)
- André Greipel, John Degenkolb, Marcel Kittel, Tony Martin, Nils Politt, Marcel Sieberg[18], Jasha Sütterlin

Männer U23 (Startplätze: Zeitfahren 3, Straßenrennen 5)
- Pascal Ackermann, Phil Bauhaus, Lennard Kämna, Marco Mathis, Maximilian Schachmann

Junioren (Startplätze: Zeitfahren 2, Straßenrennen 5)
- Richard Banusch, Bastian Flicke, Felix Groß, Maximilian Hamberger, Niklas Märkl, Jonas Rutsch

### Österreichischer Radsportverband
Frauen
- Christina Perchtold, Sarah Rijkes

Männer
- Matthias Brändle[19], Bernhard Eisel, Marco Haller, Felix Großschartner

Männer U23
- Patrick Gamper, Daniel Auer Patrick Jäger, Lukas Schlemmer, Sebastian Schönberger

Junioren
- Marco Friedrich, Felix Gall, Florian Kierner, Markus Wildauer

### Swiss Cycling
Zeitfahren/Straßenrennen Frauen
- Nicole Hanselmann

Zeitfahren Juniorinnen
- Léna Mettraux

Straßenrennen Juniorinnen
- Léna Mettraux, Pauline Roy, Svenja Wüthrich

Zeitfahren U23 Männer
- Tom Bohli, Martin Schäppi

Straßenrennen U23 Männer
- Tom Bohli, Patrick Müller, Martin Schäppi, Lukas Spengler, Mario Spengler, Ersatzfahrer: Nico Selenati

Zeitfahren Männer
- Reto Hollenstein, Stefan Küng, Ersatzfahrer: Silvan Dillier

Straßenrennen Männer
- Silvan Dillier, Martin Elmiger, Reto Hollenstein, Stefan Küng, Pirmin Lang, Fabian Lienhard, Grégory Rast, Michael Schär

Zeitfahren Junioren
- Stefan Bissegger, Marc Hirschi

Straßenrennen Junioren
- Stefan Bissegger, Robin Froidevaux, Marc Hirschi, Reto Müller, Joab Schneiter, Valère Thiébaud, Ersatzfahrer: Leon Russenberger